# Svitanok, Hrebinka
Svitanok (în ucraineană Світанок) este un sat în comuna Topoleve din raionul Hrebinka, regiunea Poltava, Ucraina.

## Demografie
Componența lingvistică a localității Svitanok
     Ucraineană (95,95%)
     Rusă (2,03%)
     Belarusă (1,52%)
     Alte limbi (0,25%)
Conform recensământului din 2001, majoritatea populației localității Svitanok era vorbitoare de ucraineană (95,95%), existând în minoritate și vorbitori de rusă (2,03%) și belarusă (1,52%).